# SCSI
SCSI er en forkortelse for Small Computer System Interface og er en standard for en datakommunikationsbus defineret via ANSI X3.131 i 1986. SCSI er brugt i Apple Macintosh computere, IBM PC'er og UNIX-systemer til at tilføje alle typer lagringsenheder. SCSI-adapteren er ofte et udvidelseskort (som regel PCI eller PCI-X) som monteres i computeren, men nogle computere har en indbygget SCSI-grænseflade. Standarden blev udviklet af Shugart Associates, som senere hen ændrede navnet til Seagate.
SCSI er varieret i mange former:
- SCSI-1: Bruger en 8-bit bus og understøtter hastigheder op til 4 MBps

- SCSI-2: Det samme som SCSI-1, men bruger en 50-bens forbindelse i stedet for et 25-bens forbindelse og understøtter flere enheder. Det er dette de fleste mennesker mener når de refererer til SCSI.

- Wide SCSI: Bruger et bredere kabel (168 bens kabel linjer til 68 bens kabel) for at understøtte 16-bit transaktioner.

- Fast SCSI: Bruger en 8-bit bus, men fordobler clock-hastigheden for at understøtte data-hastigheder op til 10 MBps.

- Fast Wide SCSI: Bruger en 16-bit bus og understøtter data-hastigheder op til 20 MBps.

- Ultra SCSI: Bruger en 8-bit bus og understøtter data-hastigheder op til 20 MBps.

- SCSI-3: Bruger en 16-bit bus og understøtter data-hastigheder op til 40 MBps. Også kaldt Ultra Wide SCSI.

- Ultra2 SCSI: Bruger en 8-bit bus og understøtter data-hastigheder op til 40 MBps.

- Wide Ultra2 SCSI: Bruger en 16-bit bus og understøtter data-hastigheder op til 80 MBps.